# Enciclopèdia Catòlica
L'Enciclopèdia Catòlica és una enciclopèdia originalment escrita en anglès publicada el 1913 per The Encyclopedia Press, dissenyada per donar  informació autoritzada sobre els interessos, accions i doctrina catòliques. A partir de 1993 l'edició original de l'enciclopèdia en anglès (actualment al domini públic) va ser publicada a internet gràcies a un esforç de voluntaris de tot el món.

## Objectiu
L'enciclopèdia es va dissenyar per servir a l'Església Catòlica, ometent els fets i la informació que no tenen relació amb l'Església i explicant els assumptes des del punt de vista de la doctrina catòlica oficial. Registra els èxits de catòlics i alguns altres en gairebé tots els temes intel·lectuals i professionals, inclosos els referits a artistes, educadors, poetes i científics. Si bé és més limitada que altres enciclopèdies generals, en el seu abast va anar més lluny que altres enciclopèdies catòliques que havien estudiat només els assumptes interns de l'Església.
En els assumptes que divideixen al catolicisme d'altres esglésies i comunitats protestants, el text presenta coherentment els assumptes des del punt de vista catòlic. Des que l'enciclopèdia va ser iniciada el 1913, algunes de les seves entrades no han estat actualitzades, ni respecte al domini secular ni al món eclesiàstic catòlic. En particular, pel que fa al Concili Vaticà II, que va introduir canvis significatius en la pràctica catòlica.

## Història
La redacció de l'enciclopèdia es va iniciar l'11 de gener de 1905 sota la supervisió de cinc redactors:
- Charles G. Herbermann, catedràtic de llatí i bibliotecari del College of the City of New York.
- Edward A. Pace, catedràtic de filosofia a la Universitat Catòlica d'Amèrica.
- Condé B. Pallen, editor.
- Thomas J. Shahan, catedràtic d'història eclesiàstica de la Universitat Catòlica d'Amèrica.
- John J. Wynne, SJ, editor de  The Messenger .

Els redactors es van reunir per primera vegada a l'oficina de  The Messenger  a Nova York. El text va obtenir el nihil obstat («no hi ha objeccions») del censor eclesiàstic Remy Lafort l'1 de novembre de 1908 i el imprimatur («que s'imprimeixi») l'arquebisbe de Nova York. El procés de revisió va ser probablement accelerat gràcies a la reutilització de publicacions autoritzades més antigues. A més de sostenir diverses conferències informals i contactes per carta, els redactors van acudir a 134 reunions formals per decidir la planificació, l'àmbit i el progrés del treball, fins que es va publicar el 19 d'abril de 1913 i un suplement el 1922. L'enciclopèdia va ser actualitzada sota els auspicis de la Universitat Catòlica el 1967 i una New Catholic Encyclopedia es va publicar el 1967 i en una segona edició el 2002.
El 1993, Kevin Knight, un ciutadà de 26 anys de Denver (Colorado), inspirat per la visita del papa Joan Pau II a la seva ciutat per al Dia Mundial de la Joventut, va iniciar el projecte de col·locar l'edició de 1913 de l'enciclopèdia en el ciberespai. Per això va crear la pàgina New Advent que va allotjar el projecte. Amb la participació de voluntaris dels EUA, Canadà, França i Brasil, es va realitzar la transcripció del material original. El lloc va entrar en línia el 1995 i va ser completat el 1997. Encara que el suplement també es troba en el domini públic, el 2005 no ha estat publicat.